# FreeSWITCH
FreeSWITCH — открытая телефонная платформа, распространяемая в исходных кодах, созданная для удовлетворения потребности в управляемых голосом или текстом системах, масштабируемых от софтфонa до софтсвичa. FreeSWITCH может быть использован в качестве коммутатора, АТС, медиа шлюза или медиа сервера для приложений IVR, использующих простые или XML скрипты для управления алгоритмом обработки звонка. FreeSWITCH поддерживает разные протоколы, такие как SIP, H.323, IAX2 и Google Talk, что позволяет взаимодействовать c sipX, OpenPBX, Bayonne, Yate, или Asterisk.
FreeSWITCH поддерживает много продвинутых возможностей SIP, таких как присутствие/BLF/SLA, TCP TLS и sRTP. Он может использоваться как прозрачный прокси-сервер с проксированием медиапотоков или без такового, работать с (англ.) T.38 (проксирование и преобразование T.38 в T.30 и обратно) и другие протоколы.
FreeSWITCH поддерживает узко- и широкополосные кодеки, что делает его идеальным мостом старых устройств в будущее. Голосовые каналы и конференции могут работать на частотах 8, 16, 32 и 48 kHz и позволяют объединять каналы с разными частотами.

## Платформа
FreeSWITCH работает на Windows, macOS, BSD, Solaris и Linux NetBSD, OpenBSD, DragonFly BSD на 32- и 64-битных платформах.
Разработчики FreeSWITCH принимают участие в других open source проектах и осуществляют свой вклад в другие проекты, такие как Kamailio, sipX, Asterisk.

## Поддержка кодеков
FreeSWITCH поддерживает множество аудиокодеков:
- PCMU – G.711 µ-law
- PCMA – G.711 A-law
- G.722
- G.722.1
- G.722.1c
- G.726
- G.726 with AAL2 packing
- G.729 (passthrough)
- G.729 (лицензирован, $10/канал)[12]
- GSM
- CELT and Opus
- iLBC
- DVI4 (IMA ADPCM)
- BroadVoice
- SILK
- Speex
- CODEC2
- Siren
- LPC-10
- G.723.1 (только режим passthrough)
- AMR (только режим passthrough)
- iSAC

FreeSWITCH поддерживает несколько видеокодеков:
- H.261
- H.263
- H263+ (H263-1998)
- H263++ (H263-2000)
- H.264
- VP8
- Theora (passthrough)
- MP4 (passthrough)

Некоторые кодеки поддерживаются только в режиме pass-through. Это означает, что сжатые данные передаются насквозь между абонентами без какой-либо обработки. Так как данные не кодируются и не декодируются, это позволяет реализовать поддержку некоторых кодеков, которая не может быть реализована из-за патентных/лицензионных ограничений. Однако, в этом случае данные не могут быть перекодированы, то есть в режиме pass-through оба абонента должны использовать один кодек, а также не поддерживаются некоторые функции записи и воспроизведение (такие как IVR).
Кроме того есть поддержка аппаратной перекодировки, например карт производства Sangoma. В этом случае кодеки реализованы аппаратно, что позволяет уменьшить нагрузку на процессор. Некоторые из этих кодеков полностью лицензированы, что дает альтернативу к режиму pass-through.